# Viktor Brandt
Viktor Brandt (Karlstad, 8 de julio de 1999) es un deportista sueco que compite en biatlón. Ganó una medalla de oro en el Campeonato Mundial de Biatlón de 2024, en la prueba de relevo.

## Palmarés internacional
| Campeonato Mundial | Campeonato Mundial           | Campeonato Mundial | Campeonato Mundial |
| Año                | Lugar                        | Medalla            | Prueba             |
| ------------------ | ---------------------------- | ------------------ | ------------------ |
| 2024               | Nové Město (República Checa) | Medalla de oro     | Relevo             |